# Flugunfall der Lissunow Li-2 LZ-TUE der TABSO
Der Flugunfall der Lissunow Li-2 LZ-TUE der TABSO ereignete sich am 22. November 1952. An diesem Tag prallte eine auf einem Flug vom Flughafen Sofia-Wraschdebna zum Flughafen Warna mit einem planmäßigen Zwischenstopp in Gorna Orjachowiza befindliche Lissunow Li-2P der TABSO auf dem ersten Flugabschnitt gegen den Berg Weschen nahe Etropole. Bei dem Unfall starben alle 30 Insassen der Maschine. Bis zum El-Al-Flug 402 handelte es sich damit um den schwersten Flugunfall in Bulgarien.

## Maschine
Bei dem Flugzeug handelte es sich um eine Lissunow Li-2P, einen sowjetischen Lizenznachbau der Douglas DC-3. Die Maschine trug das Luftfahrzeugkennzeichen LZ-TUE, die Werknummer 18432303 und die Modellseriennummer 323-03. Sie wurde im Jahr 1948 gebaut und war für den Export bestimmt. Im Juli 1948 wurde sie fabrikneu an die staatliche bulgarische Fluggesellschaft TABSO ausgeliefert. Die Lissunow wurde von zwei luftgekühlten 9-Zylinder-Sternmotoren vom Typ M-62IR angetrieben.

## Passagiere und Besatzung
Den Flug von Sofia nach Gorna Orjachowiza hatten 26 Passagiere angetreten. An Bord der Maschine befand sich außerdem eine vierköpfige Besatzung.

## Unfallhergang

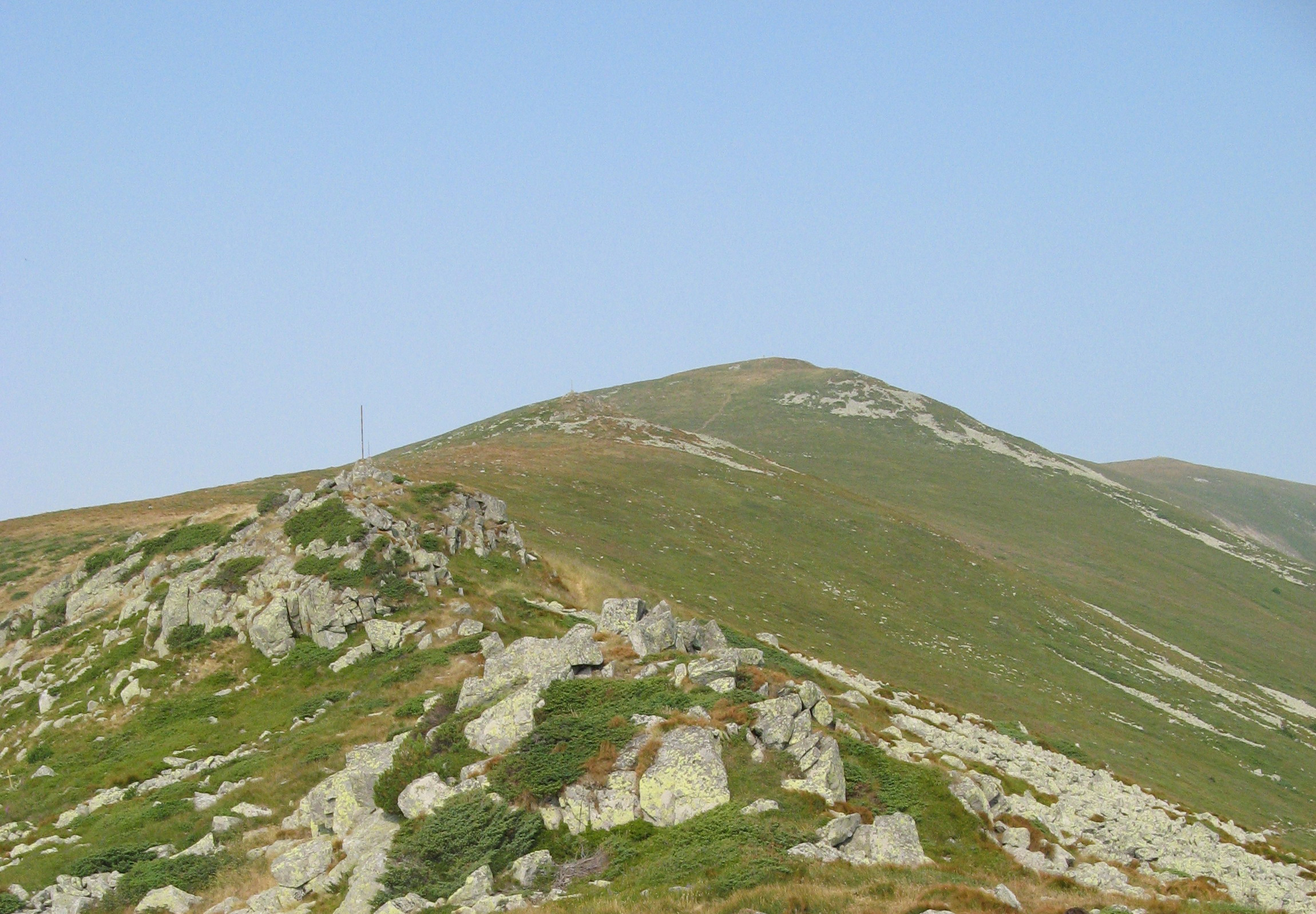
Der Berg Weschen

Der Flug wurde in den Morgenstunden bei starkem Schneefall und daraus resultierenden, schwierigen Sichtverhältnissen durchgeführt. Auf dem ersten Flugabschnitt wurde die Maschine dabei gegen die Flanke des 2.198 Meter hohen Berges Weschen im Balkangebirge geflogen, wobei die Maschine völlig zerstört wurde und alle 30 Insassen ums Leben kamen. Der Aufprall erfolgte nur 20 Meter unterhalb des Gipfels.

## Ursache
Die Unfallermittler kamen zu dem Schluss, dass die Besatzung aufgrund der schwierigen Wetterverhältnisse den Berg nicht sehen konnte. Das Abflugverfahren sah das Fliegen einer 15 km langen Platzrunde um Sofia vor, um auf eine Höhe von 1.500 Fuß zu steigen. Erst anschließend sollte der Flug in nordöstlicher Richtung fortgesetzt werden. Offenbar sei die Besatzung vorsätzlich von der vorgegebenen Abflugroute abgewichen und habe sich für einen Direktflug entschieden, um Zeit und Kraftstoff zu sparen. Aus diesem Grund habe sich die Maschine unterhalb der Sicherheitsflughöhe befunden, als sie das Balkangebirge erreichte.